# Chapinophis xanthocheilus
Chapinophis xanthocheilus е вид влечуго от семейство Смокообразни (Colubridae), единствен представител на род Chapinophis.

## Разпространение
Видът е разпространен в Гватемала.